# Adaptogen

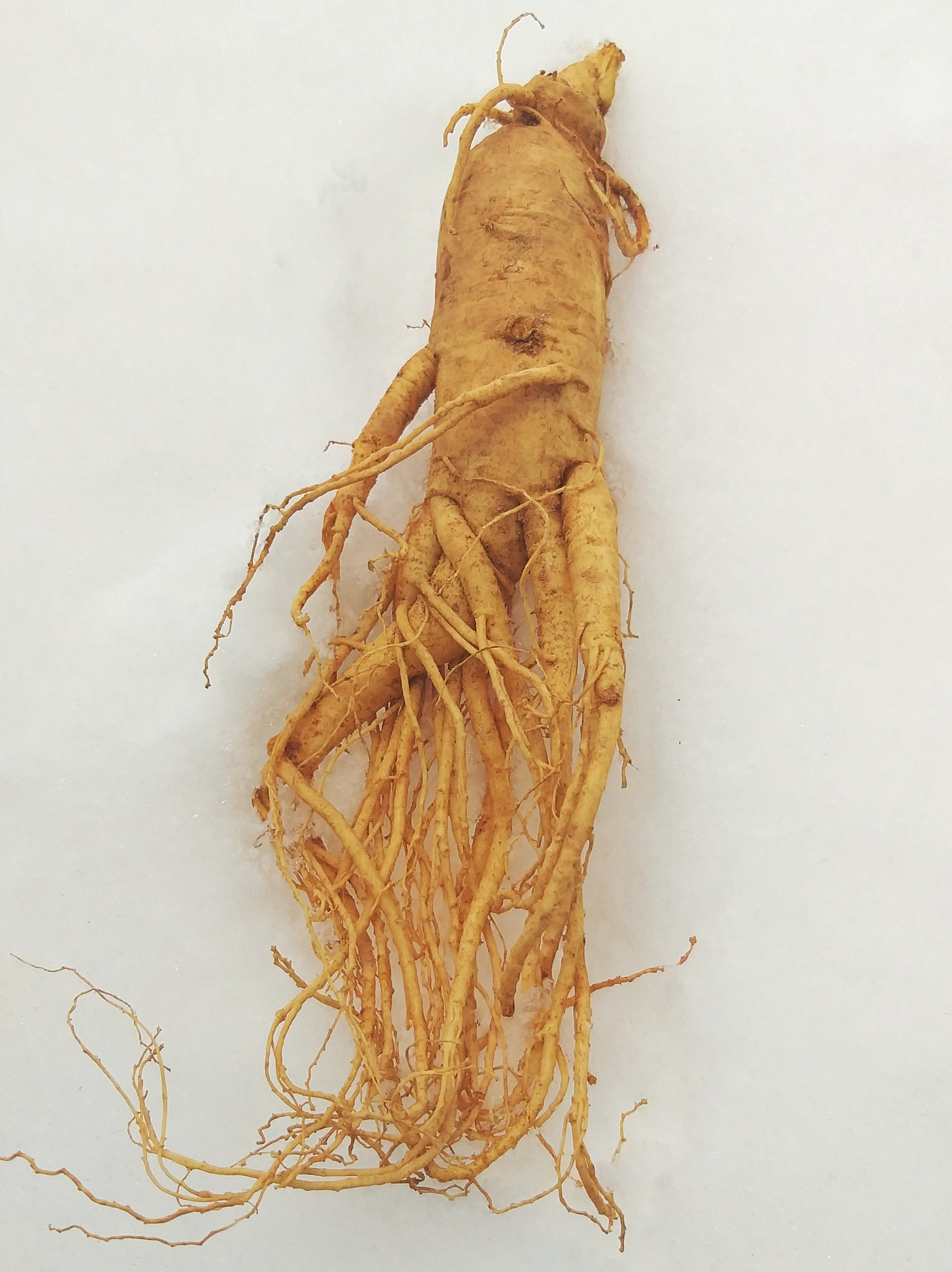
Korzeń żeń-szenia to znany i ceniony surowiec zielarski.

Adaptogeny, zioła adaptacyjne, substancje adaptogenne (łac. adaptō ‘przystosować się’; gr. γένος genos ‘ród’, ‘pochodzenie’) – substancja pochodzenia naturalnego lub surowiec roślinny o korzystnym dla zdrowia nieswoistym działaniu, pomagający w adaptacji organizmu do szeroko pojętego obciążenia stresem, wspomagający utrzymanie homeostazy organizmu i niewykazujący działania modulującego oraz skutków ubocznych.
Pojęcie adaptogen z uwagi na: zbyt rozległą definicję, niespecyficzne działanie, brak zastosowania w leczeniu chorób oraz niejasny sposób działania (surowców roślinnych lub substancji pochodzenia roślinnego) nie jest akceptowane we współczesnej terminologii farmakologicznej oraz klinicznej. Ze względu na niejasne działanie, uważa się że "adaptogeny" mogą być szkodliwe lub neutralne w zależności od zastosowania. W praktyce farmakologicznej stosuje się substancje o działaniu jasno określonym i bezpośrednio zapobiegającym znanym mechanizmom patologii.
Większość proponowanych adaptogenów była od wieków stosowana jako surowiec leczniczy w medycynie tradycyjnej m.in. ajurwedzie, tradycyjnej medycynie chińskiej. Zainteresowanie nauki adaptogenami wywodzi się z badań etnofarmakologicznych Władimira Komorowa (1895) i Aresenyeva (1903-1907) prowadzonych na dalekim wschodzie. Odkryto wtedy, że jagody cytryńca chińskiego stosowane przez myśliwych ludu Nanai w postaci toniku ograniczać miały: pragnienie, głód, redukowały astenię (zmęczenie) i poprawiać widzenie o zmroku. Termin adaptogen zaproponował w roku 1947 radziecki toksykolog N.V. Lazarew. W obecnych czasach uważa się wczesne badania nad adaptogenami za pseudonaukę, ze względu na zbyt szeroko określone działanie, chociaż niektóre substancje po szczegółowym wyjaśnieniu działania są stosowane (np. wszechlek żeń-szeń do zwiększania efektywności metabolizmu w lekach przeciw starzeniu).

## Rośliny uznawane za źródło adaptogenów
Adaptogeny najczęściej są uzyskiwane z roślin należących do rodzin: astrowatych, araliowatych, gruboszowatych i psiankowatych.
- brodziuszka wiechowata Andrographis paniculata
- traganek błotnisty Astragalus membranaceus
- aralia mandżurska Aralia mandschurica
- bakopa drobnolistna Bacopa monniera[9][10]
- wąkrotka azjatycka Centella asiatica[11]
- eleuterokok kolczasty Eleutherococcus senticosus
- lukrecja gładka Glycyrrhiza glabra
- Gynostemma pentaphyllum
- bazylia poświęcona Ocimum sanctum[12]
- wszechlek żeń-szeń Panax ginseng (którego działanie wyjaśniono przez przyspieszanie metabolizmu komórkowego)
- szczodrak krokoszowaty Rhaponticum carthamiodes
- różeniec górski Rhodiola rosea[13][14][15]
- cytryniec chiński Schizandra chinensis
- witania ospała Withania somnifera[16][17][18][19][20][21][22]

## Zastosowanie
Ze względu na zbyt szerokie określanie chorób i ignorowanie etiologii procesów, stosowanie adaptogenów może przynieść pozytywny skutek raczej przez przypadek, niż ze względu na dobrze uzasadniony mechanizm leczenia. Były proponowane:
- w profilaktyce chorób cywilizacyjnych[2][7][23]
- wspomaganiu rekonwalescencji
- suplement diety[24] sportowców, robotników, żołnierzy, kosmonautów[25]
- w profilaktyce procesu starzenia się organizmu
- środki antystresowy[7][23].